# Passage de la Sorbonne
Le passage de la Sorbonne est une voie située dans le quartier de la Sorbonne dans le 5e arrondissement de Paris.

## Situation et accès
Le passage de la Sorbonne est desservi à proximité par la station de métro de la ligne 10 Cluny - La Sorbonne.

## Origine du nom
Cette voie doit son nom à la proximité de l'université de la Sorbonne.

## Historique
Ce passage peu connu et devenu privé a été ouvert en 1853 pour traverser les immeubles de la rue de la Sorbonne vers la rue Champollion. Entièrement couvert et intégré aux bâtiments qui le bordent, il correspond à des locaux rattachés à la Sorbonne et n'est plus accessible au public depuis 1965 bien qu'il reste officiellement dans la nomenclature des voies de Paris.